# Louis Aragon
Louis Aragon (París, 3 de octubre de 1897-París, 24 de diciembre de 1982) fue un poeta y novelista francés.

## Biografía
Después de participar en el dadaísmo, fue uno de los fundadores del surrealismo (Le Paysan de Paris) junto a André Bretón y Philippe Soupault. Posteriormente militó en el Partido Comunista Francés, en el que permaneció el resto de su vida aunque sin perder su espíritu crítico (Odes à Maurice Thorez).
En 1931, se unió a varios amigos escritores (René Char, André Breton, Paul Éluard, etc.) en un ataque frontal a la Exposición Colonial Internacional, que describieron como un "carnaval de esqueletos". Exigen "la evacuación inmediata de las colonias" y la celebración de un juicio por los "crímenes cometidos". Al comienzo de la guerra civil española, viajó a Madrid en un camión con una imprenta y un proyector de cine. Allí se reunió con la "Alianza de Intelectuales Antifascistas para la Defensa de la Cultura", recorrió la línea del frente y participó en una reunión el 25 de octubre de 1936. Declaró que "Francia se había deshonrado a sí misma [...] al no frenar la mano del fascismo". A su regreso, con Jean-Richard Bloch, pidió a Léon Blum una reunión para convencerle de que interviniera ante la República Española, pero fue en vano.
Estuvo con Robert Desnos, Paul Éluard, Jean Prévost, Jean-Pierre Rosnay y algunos otros, entre los poetas que tomaron partido, durante la Segunda Guerra Mundial, por la resistencia contra el nazismo (Le Crève-Coeur). Escribió para la prensa clandestina Les Éditions de Minuit y fue miembro del movimiento de Resistencia del Frente Nacional. Su poesía fue publicada a lo largo de textos de Vercors (Jean Bruller), Pierre Seghers y Paul Éluard en Suiza en 1943 después de ser sacado de la Francia ocupada por su amigo y editor François Lachenal.
Su poesía está inspirada desde los años 1940 por el amor a su esposa Elsa Triolet (Les Yeux d’Elsa) que era hermana de Lilia Brik, la amada de Vladímir Mayakovski. Su obra lleva también entrelazada la secreta herida de no haber sido reconocido por su padre, Louis Andrieux, diplomático, treinta años mayor que su madre, que decidió, para preservar el honor de su familia y de su amante, hacerlo pasar por su hermano pequeño. Evoca lo que fue el secreto de su vida en el libro de poemas titulado Domaine Privé. Poeta del amor, Aragon firma una obra plural, en la que el verso libre disputa con la poesía tradicional la manera de renacer. Su producción novelística se adapta a los variados estilos de su siglo: novela dadaísta, novela realista y nueva novela.
Elegido académico de la Goncourt en 1967, sin embargo dimitió al año siguiente.

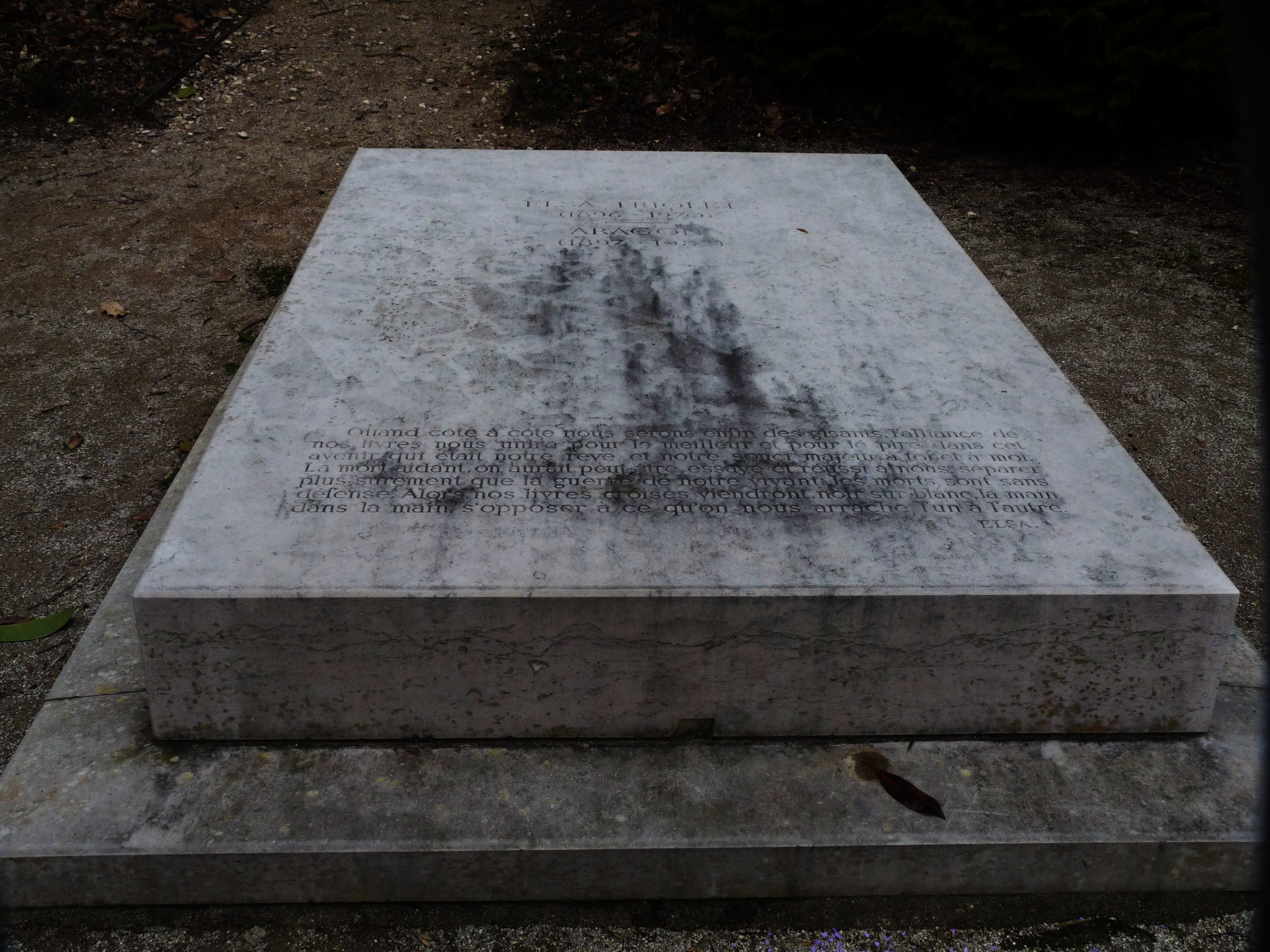
Tumba de Elsa Triolet y Louis Aragon en Saint-Arnoult-en-Yvelines

Entre 1953 y 1972 dirigió la publicación literaria Les Lettres françaises financiada por el Partido Comunista Francés.
Fue inhumado en el parque del Molino de Villeneuve, de su propiedad, en Saint-Arnoult-en-Yvelines, junto a su mujer Elsa Triolet, que allí reposa desde 1970.

## Obras
Poemas
- Fuego de alegría (1922)
- El movimiento perpetuo (1925)
- Los ojos de Elsa (1942)
- Elsa (1959)
- Loco por Elsa (1963)
- Chambres (1969).  Habitaciones. Poema del tiempo que no pasa. Traducción de Gabriel Albiac. Edición bilingüe. Madrid, Hiperión, 1996.  ISBN: 9788475170824

Ensayo
- Tratado de estilo (1928)

Novelas y otras prosas
- Aniceto o el panorama, novela (1921). Anicet ou le panorama. Cátedra.
- El libertinaje (1924). Barcelona, Icaria, 1979
- El campesino de París (1926). Le paysan de Paris. Barcelona, Bruguera, 1979
- El coño de Irene (1928). El instante (1928). Las aventuras de Don Juan Lapolla Tiesa. Le con d´Irene. L´instant. Les aventures de Jean- Foutre la Bite. Barcelona, La sonrisa vertical, 1997
- Una ola de sueños (1932). Une vague de reves. Buenos Aires, Biblos, 2004
- Los comunistas (1949-1951). L´homme communiste
- Semana santa (1958). La semaine sainte. Barcelona, Lumen, 1973
- Tiempo de morir. Alianza/Lumen, 1969

Serie de El mundo real
- Las campanas de Basilea (1933). Les cloches de Bâle. Buenos Aires, Futuro, 1944
- Los bellos barrios (1936). Les beaux quartiers
- Los viajeros de La Imperial. Les voyageurs de L´Impériale
- Aurélien (1945)